# 高球参科
高球参科（学名：Ypsilothuriidae）为指手目的一个科。

## 下级分类
本科包括以下属：
- Echinocucumis Sars, 1859
- Tripuscucumis Reich, 2003
- Ypsilocucumis Panning, 1949
- 高球参属 Ypsilothuria Perrier, 1886